# Jesus berövas sina kläder
Jesus berövas sina kläder är en psalm vars text är skriven av Lisbeth Smedegaard Andersen och översatt till svenska av Ylva Eggehorn. Musiken är skriven av Willy Egmose. 
Musikarrangemanget i Psalmer i 2000-talets koralbok finns i två versioner.

## Publicerad som
- Nr 865 i Psalmer i 2000-talet under rubriken "Jesus Kristus - människors räddning".